# Uberto di Löwenstein-Wertheim-Freudenberg
Uberto di Löwenstein-Wertheim-Freudenberg, ovvero  Hubertus Prinz zu Löwenstein-Wertheim-Freudenberg (Castello di Schönwörth, 14 ottobre 1906 – Bonn, 28 novembre 1984), è stato un giornalista, scrittore e politico tedesco.
Appartenente alla nobile dinastia dei conti di Löwenstein, era figlio di Massimiliano, conte di Löwenstein-Scharffeneck (1871-1952)  e di Constance Freiin von Worms (1871-1963); i genitori divorziarono nel 1912 e nel 1915 il padre sposò Adelheid Freiin von Berlichingen (1883-1970).

## Biografia
L'infanzia romantica di Uberto presso il castello di Schönwörth e a Gmunden fu oscurata dal divorzio dei genitori e dalle conseguenze della prima guerra mondiale. Dopo aver frequentato le scuole a Gmunden, Bamberga, Würzburg, Pasing e Klagenfurt, studiò diritto pubblico e privato presso le Università di Monaco di Baviera, Amburgo, Ginevra e Berlino dal 1924 al 1928.
Il 4 aprile 1929 sposò Helga von Schuylenburg, dalla quale avrà tre figli.
Dopo il praticantato presso la Kammergericht (Corte d'appello di Berlino), fu promosso grazie al suo lavoro Umrisse und Idee des faschistischen Staates und ihre Verwirklichung (Profili ed idee degli stati fascisti e loro attuazione). Il convinto repubblicano richiamava già con questo lavoro l'attenzione sui pericoli del nazismo da un punto di vista borghese.
Dopo la promozione Uberto zu Löwenstein divenne editorialista di Vossische Zeitung, del Berliner Tageblatt e del Berliner Börsen-Courier.

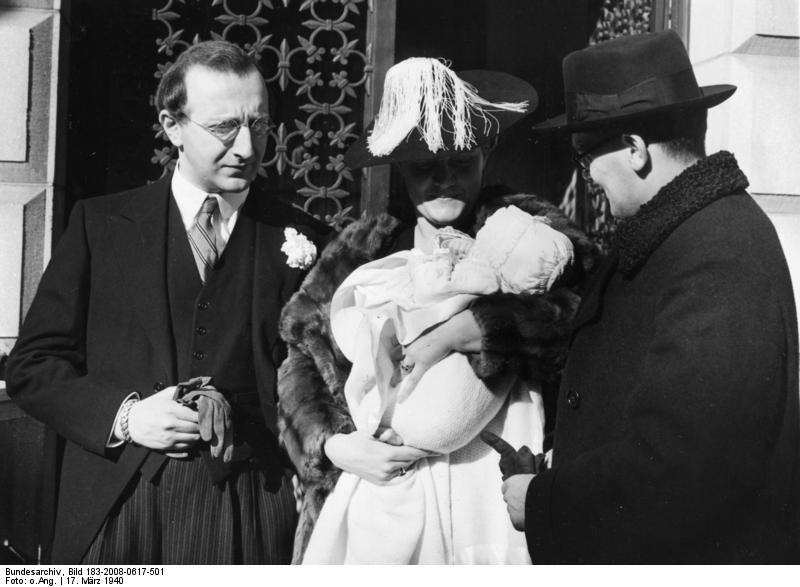
Uberto di Löwenstein con la moglie nel 1940

Nel 1933 emigrò in Austria. Dal 1934 fu capo-redattore e curatore del settimanale Das Reich a Saarbrücken.
Löwenstein si espresse contro il rientro della Saar in una Germania nazionalista e per il prolungamento del mandato di governo di quel territorio alla Società delle Nazioni, allo scopo di costituire a Saarbrücken un governo tedesco in esilio.
A causa del suo libro Nach Hitlers Sturz – Deutschlands kommendes Reich (Dopo la caduta di Hitler – Il futuro stato tedesco) gli venne revocata la cittadinanza tedesca.
Nel 1935 si recò in Gran Bretagna e nel 1936 negli Stati Uniti d'America, ove ebbe un incarico come professore di Diritto pubblico e di Storia e già nel 1936 fondò la American Guild for German Cultural Freedom (Lega per la libertà della cultura tedesca) e la collegata Deutsche Akademie der Künste und Wissenschaften im Exil (Accademia tedesca delle Arti e delle Scienze in esilio). La lega si prodigò attivamente nel corso della guerra civile spagnola.
Nel 1946 il principe Löwenstein tornò in patria e nel 1947 diresse a Brema l'ufficio stampa della Deutscher Caritasverband, un'organizzazione di beneficenza che faceva capo alla Chiesa cattolica. Ebbe quindi lo stesso anno un incarico per l'insegnamento di Storia e di Diritto pubblico presso l'Università di Heidelberg.
Negli anni 1950 e 1951 prese parte alle attività per la liberazione dell'arcipelago delle isole Helgoland. Subito dopo s'impegnò per ottenere il rientro della Saarland nei confini della Germania.
Dal 1951 al 1953 Löwenstein fu direttore della redazione della Germania meridionale del settimanale tedesco Die Zeit.
Il 31 ottobre 1956, durante la rivoluzione ungherese del 1956, Löwenstein si recò a Budapest per sostenere la ribellione e manifestare con la sua presenza l'appoggio dell'opinione pubblica della Germania Ovest ai rivoltosi. Egli parlò dalla radio, incontrò i membri del governo e il cardinale József Mindszenty. Dopo l'invasione delle truppe sovietiche, egli venne imprigionato, più volte sottoposto ad interrogatorio ed infine espulso.
Dal 1960 al 1971 fu consulente speciale per la stampa e l'informazione del governo tedesco.
Alla sua morte la sua salma venne tumulata nel cimitero di Bad Godesberg.

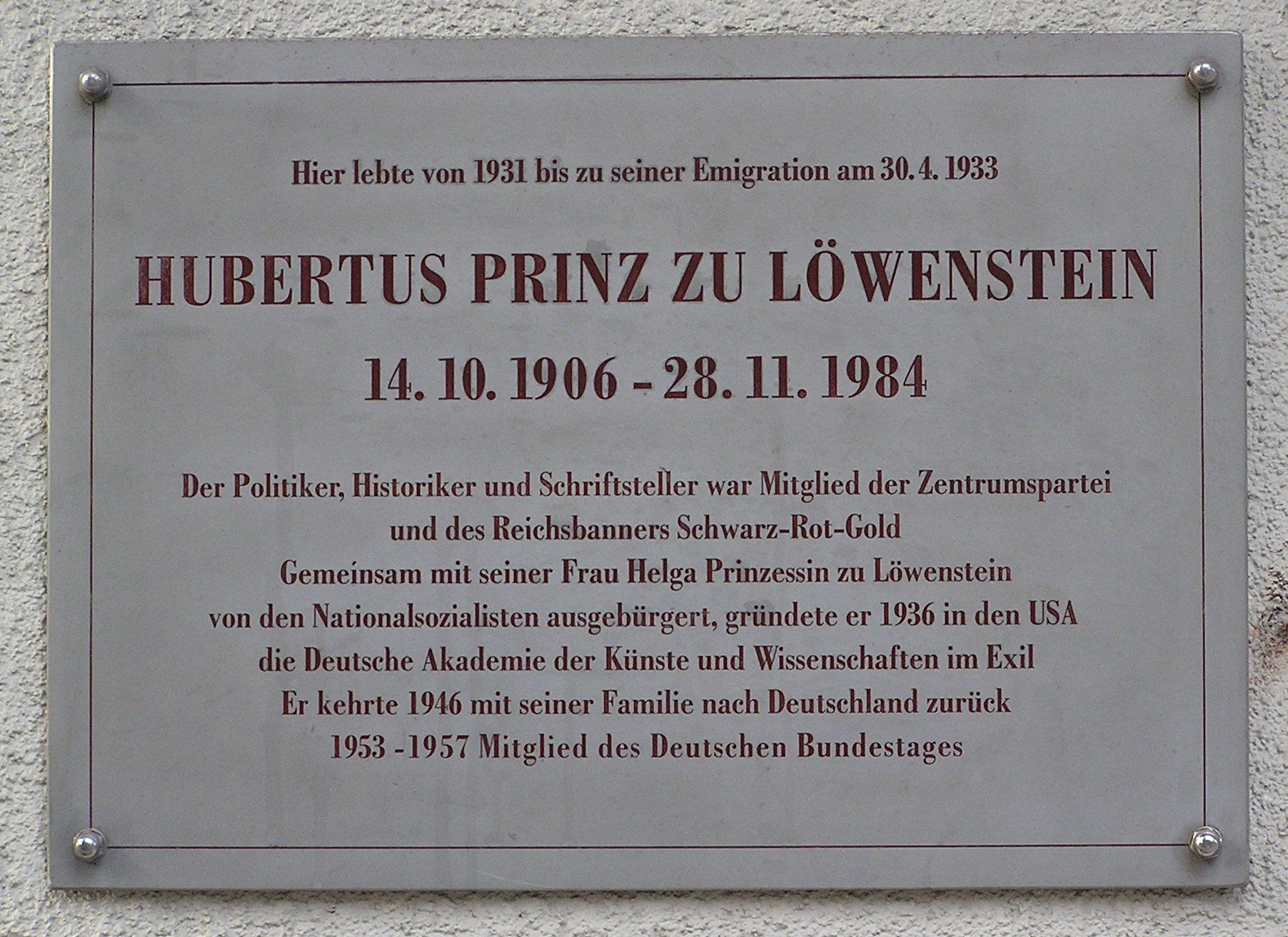
Targa commemorativa nella Berliner Neue Kantstraße

## Politica
Durante il periodo della repubblica di Weimar Löwenstein era iscritto al Partito di Centro.
Inoltre fu membro del Reichsbanner Schwarz-Rot-Gold, l'organizzazione armata repubblicana formata in prevalenza da socialdemocratici. Egli creò a Berlino l'organizzazione giovanile dei ragazzi fra i 10 ed i 14 anni di età.
Dopo la seconda guerra mondiale, visse nella Germania Ovest e scelse il Partito Liberale Democratico (FDP, cioè Freie Demokratische Partei), per il quale sedette dal 1953 al 1957 nel Parlamento federale tedesco come deputato. Lasciò il partito il 6 giugno 1957 per entrare nel Deutsche Partei (DP) come Presidente della sezione della Saar. Negli ultimi anni fu membro della CDU.

## Opere
Oltre a numerosi libri e articoli su questioni politiche ed alla più volte riedita Deutsche Geschichte (Storia tedesca), Löwenstein scrisse romanzi storici aventi per protagonisti antichi romani. Il suo libro Capri für Kenner (Capri per intenditori) è frutto dei suoi soggiorni annuali nell'isola di Capri e della sua amicizia con Roger Peyrefitte.

### Scritti storico-politici
- Die Tragödie eines Volkes. Deutschland 1918–1934. Steenuil-Verlag, Amsterdam 1934.
- Deutsche Geschichte. Scheffler, Frankfurt a.M. 1951. 8. Auflage, Herbig, München, 1984, ISBN 3-7766-0920-6.
- Stresemann. Das deutsche Schicksal im Spiegel seines Lebens. Scheffler, Frankfurt a.M. 1952.
- Kleine Deutsche Geschichte. Scheffler, Frankfurt a.M. 1953.
- (con Volkmar von Zühlsdorff) Deutschlands Schicksal 1945–1957. Athenäum, Bonn 1957.
- (con Volkmar von Zühlsdorff) Die Verteidigung des Westens. Athenäum, Bonn 1960.
- Botschafter ohne Auftrag. Lebensbericht. Droste, Düsseldorf 1972, ISBN 3-7700-0316-0.
- Capri für Kenner. Langen-Müller, München 1979, ISBN 3-7844-1724-8.
- Rom. Reich ohne Ende. Propyläen, Frankfurt/M. 1979, ISBN 3-549-05356-8.

### Romanzi
- Die Lanze des Longinus. Kerle, Heidelberg, 1948.
- Der Adler und das Kreuz. Legende. Kerle, Heidelberg, 1950.
- Seneca – Kaiser ohne Purpur. Philosoph, Staatsmann und Verschwörer. Langen-Müller, München 1975, ISBN 3-7844-1573-3.
- Tiberius. Der Republikaner auf dem Cäsarenthron. Langen-Müller, München 1977.
- Traianus. Weltherrscher im Aufgang des Christentums. Langen Müller, München 1981, ISBN 3-7844-1905-4.
- Konstantin der Große. Schöpfer des christlichen Europa. Langen Müller, München 1983, ISBN 3-7844-1994-1.
- Alabanda oder der deutsche Jüngling in Griechenland. Langen Müller, München 1986, ISBN 3-7844-2092-3.